# Saint-Pierre (Saint-Pierre und Miquelon)

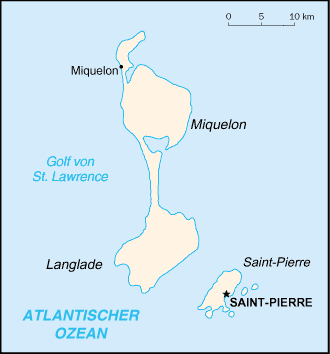
Karte der Inselgruppe, Saint-Pierre im Südosten

Saint-Pierre ist die Hauptstadt der französischen Gebietskörperschaft (collectivité d'outre-mer) Saint-Pierre und Miquelon. Saint-Pierre ist mit 5223 Einwohnern (Stand 1. Januar 2022) die bevölkerungsreichere der beiden Gemeinden in Saint-Pierre und Miquelon; in Miquelon-Langlade leben lediglich 596 Menschen.

## Geographie
Die Gemeinde Saint-Pierre besteht aus der gleichnamigen Hauptinsel und einigen nahe gelegenen kleineren Inseln, wie zum Beispiel die Île aux Marins, eine Insel, die seit den 1960er Jahren unbewohnt ist. Obgleich fast 90 % der Einwohner von Saint-Pierre und Miquelon in Saint-Pierre leben, ist die Gemeindefläche beträchtlich kleiner als die von Miquelon-Langlade.
Der Hauptort der Gemeinde befindet sich an der Nordseite des Hafens „Barachois“ an der Ostküste der Insel. Die Einfahrt zum Hafen wird durch eine kleine Inselkette geschützt.

## Geschichte
Bis 1945 existierte eine dritte Gemeinde in Saint-Pierre und Miquelon, Île aux Marins. Diese wurde jedoch 1945 in Saint-Pierre eingegliedert. In den 1960er Jahren gab die Bevölkerung von Île-aux-Marins die Siedlung, in der früher an die 600 Menschen wohnten, auf und siedelte auf die Hauptinsel über.

## Demografie
Saint-Pierre zählt 5223 Einwohner, von denen die meisten baskischer, bretonischer, normannischer oder akadischer Abstammung sind. Heutzutage leben alle Einwohner der Gemeinde auf der Hauptinsel.

## Verkehr
Der Saint-Pierre Airport, der internationale Flughafen von Saint-Pierre und Miquelon, liegt etwas südlich des Hauptortes. Die Fluggesellschaft Air Saint-Pierre fliegt Saint-Pierre von einigen kanadischen Flughäfen an. Außerdem besteht eine Flugverbindung mit dem Flugplatz Miquelon auf der Nachbarinsel.
Der Hafen der Insel trägt den Namen „Barachois“ und liegt im Süden des Hauptortes.

## Gemeindepartnerschaften

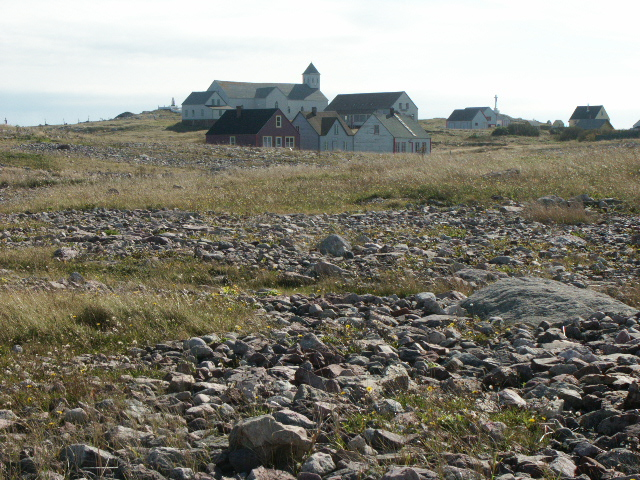
Die verlassene Siedlung auf der Île aux Marins

Seit 1976 besteht eine Partnerschaft zwischen Saint-Pierre und der französischen Gemeinde Port-en-Bessin-Huppain in der Normandie.